# Alexandru Segal
Alexandru Sorin Segal (Bucarest, 4 de octubre de 1947 - 6 de enero de 2015) fue un economista y ajedrecista judío rumano naturalizado brasileño. Fue campeón de ajedrez de Brasil en 1974 y 1978. Él se hizo internacionalmente conocido por su participación en cinco Olimpiadas de ajedrez.

## Biografía
Alexandru Segal, con sólo doce años de edad, ya se clasificó entre los jugadores de ajedrez de clase mundial en Rumania, convirtiéndose en campeón de la juventud después Europeo Sub-26. En 1968 se ha ganado el campeón universitario. Participó en las finales nacionales y representó a Brasil en varios eventos internacionales. Ganó io Gran Maestro alemán Robert Hübner y señaló con el Gran Maestro húngaro Zoltán Ribli, el ganador del Interzonal de Las Palmas.
En 1970 completó su licenciatura en Economía en 1971 y vino a vivir a Brasil, donde asistió activamente el Club de Ajedrez de São Paulo desde los años 60.
En 1972 se convirtió en campeón de São Paulo y al año siguiente se convirtió en subcampeón de la clasificación para Brasil la Olimpiada de Ajedrez, que se celebró en la ciudad francesa de Niza y que alcanzó el porcentaje más alto por equipo. En 1978 volvió a representar a Brasil en los Juegos Olímpicos de ajedrez en Bueno Aires. Estuvo presente en tres oportunidades más en los Juegos Olímpicos (1982, 1984 y 1986).
Como campeón brasileño en 1974, participó en el Panamericano en Canadá, donde obtuvo un excelente lugar número 39, logrando así la primera norma de Maestro Internacional. Segal anotó su segunda norma en el Torneo de la Ciudad de São Paulo en 1977, y el título de Maestro Internacional fue concedida en el mismo año por la Federación Internacional de Ajedrez (FIDE). Participó en la final del campeonato varias veces y se clasificó como titular del equipo que representó a Brasil en 1982 en Suiza. En sus éxitos de carrera, fue campeón de Santa Catarina en 1980 y 1981. Fue campeón paulista en cuatro ocasiones (1972, 1976, 1991 y 1993) y de Brasil dos veces (1974 y 1978). Fue otro poseedor del récord brasileño con 155 partidos simultáneos. Defendió cinco veces Brasil en las Olimpiadas de Ajedrez. Le gustaba decir que era un jugador de ajedrez "Olímpico". Participó en más de 900 torneos nacionales e internacionales.
En 1972 publicó su primer libro sobre el partido entre Bobby Fischer y Boris Spassky, por la Editora Brasiliense. En 1982 publicó su segundo libro "Fundamentos de la Táctica" por la Editora Columbia.
Segal era instructor de ajedrez en varios clubes. También dio conferencias en todo Brasil. Trabajó como periodista durante ocho años para el diario "Folha de São Paulo" y también escribió el "Jornal da Tarde". Fue comentarista en el Jornal da Globo, noticias de la noche de TV Globo durante la Rio Interzonal en 1979. Actuó incluso como árbitro internacional desde 1984.
Fue uno de los primeros profesionales de ajedrez en Brasil, junto a los maestros Hélder Câmara, Antônio Rocha y Herman Claudius. En los años 70 eran conocidos como los "Cuatro Grandes" del ajedrez brasileño. Segal llegó a alcanzar 2.415 puntos a la FIDE. Él era un jugador de ajedrez carismático y tenía una memoria prodigiosa. Segal siempre repite que el Gran Maestro Gilberto Milos fue el jugador de ajedrez más fuerte de Brasil se enfrentó.
Segal ha creado muchas expresiones en el ajedrez, entre ellos "passadinha segalesca", una especie de golpe táctico al final, donde los peatones se sacrifican para promover uno de la dama.
En su repertorio de aperturas, Segal incluyó la Defensa Alekhine, Apertura Larsen y la Benoni, entre otros. Tenía un estilo posicional sólido, juego muy estable y fue un excelente táctico.
Falleció el martes, 6 de enero de 2015, a los 67 años de edad.

## Obra
- 1972,  Campeonato Mundial - Fischer x Spassky. Editora Brasiliense.
- 1982, Fundamentos da Tática. Gráfica Editora Colúmbia.